# 6692 Antonínholý
6692 Antonínholý eller 1985 HL är en asteroid i huvudbältet som upptäcktes den 18 april 1985 av den tjeckiske astronomen Zdeňka Vávrová vid Kleť-observatoriet. Den är uppkallad efter den tjeckiske kemisten Antonín Holý.
Asteroiden har en diameter på ungefär 4 kilometer.